# Albatros C.III
O Albatros C.III foi um biplano de uso geral alemão da Primeira Guerra Mundial, construído pela Albatros-Flugzeugwerke. O C.III foi uma versão refinada do bem sucedido Albatros C.I e foi eventualmente produzido em maior número do que qualquer outro Albatros  tipo C.

## Uso
O C.III foi usado em uma grande variedade de funções, incluindo observação, foto-reconhecimento, bombardeio leve e escolta de bombardeiros. Os primeiros doze aviões foram à frente em dezembro de 1915. O maior número estava disponível na frente em agosto de 1916 - 354. Eles foram principalmente retirados do serviço de linha de frente em meados de 1917, embora a produção continuasse para treinamento. Pedidos de 2271 aeronaves no total são conhecidos.
Dezoito C.III foram entregues em agosto de 1916 para a Bulgária. Eles foram destruídos em 1920 de acordo com o Tratado de Neuilly-sur-Seine. Segundo outras fontes, 26 Albatros C.III foram entregues à Bulgária, incluindo oito treinadores.
A Força Aérea Polaca operou 15 Albatros C.III em 1918-1920 durante a Guerra Polaco-Soviética.

## Construção
Como o Albatros C.I, o C.III era uma aeronave popular com construção robusta e manipulação sem vítimas. A diferença mais proeminente entre os dois foi o estabilizador vertical revisado. O motor era um Benz Bz de 110 kW (150 hp) ou um Mercedes D.III de 120 kW (160 hp).
O observador, que ocupava o cockpit traseiro, estava armado com uma única metralhadora  Parabellum MG14 de 7,92 mm. As aeronaves C.III foram tipicamente equipadas com um  sincronizador de arma e uma única metralhadora  LMG 08/15 de 7,92 mm (0,312 in).

## Operadores
Bulgária
- Força Aérea da Bulgária

 Finlândia
- Força Aérea da Finlândia

 Império Alemão
- Luftstreitkräfte
- Kaiserliche Marine[5]

 Letônia
- Força Aérea da Letônia[6]

 Lituânia
- Força Aérea da Lituânia[7]

 Polónia
- Força Aérea Polaca (15 usados)

 Turquia

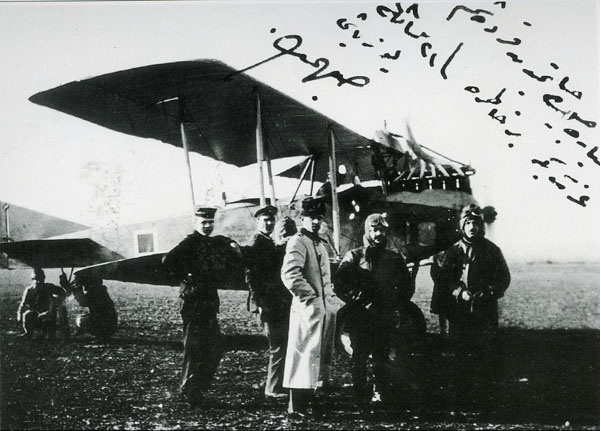
Um C.III Turco

- Forças de aviação do Império Otomano[5]

 Áustria-Hungria
- Força Aérea do Império Austro-Húngaro